# Bagsecg
Bagsecg († 8. Januar 871 in der Schlacht von Ashdown), auch bekannt als Bacgsecg, war ein dänischer Wikinger. Er wird in alten Quellen als König (oder Herzog) von Jütland bezeichnet. Er war einer der Anführer der Großen Heidnischen Armee, die ab 870 in England einfiel. Es gibt nur spärliche und teils widersprüchliche Quellen über Bagsecg.
Nach der Angelsächsischen Chronik waren Bagsecg und Halfdan Ragnarsson gemeinsam Kommandeure der Großen Heidnischen Armee, die im Winter 870/71 in das Königreich Wessex einfiel. Die Große Armee soll 871 in mehreren Gefechten ein Lager in Reading errichtet und gegen die Streitkräfte von Æthelred, dem König von Wessex, gekämpft haben. Bei einem dieser Gefechte, der Schlacht von Ashdown, wurden Bagsecg und fünf Wikinger-Jarle getötet. Nach Bagsecgs Tod scheint Halfdan der einzige Anführer der Großen Armee geworden zu sein. Er war der Hauptführer, als die Wikinger 871/72 in London überwinterten. Außerdem waren bis 875 drei weitere Wikinger-Könige aufgetaucht (laut Angelsächsischer Chronik). Einige von ihnen wurden möglicherweise infolge des Todes von Bagsecg zum königlichen Status erhoben.